# Децим Валерий Азиатик (легат)
Вижте пояснителната страница за други личности с името Децим Валерий Азиатик.
Децим Валерий Азиатик (на латински: Decimus Valerius Asiaticus; * 35, † 69) е сенатор на Римската империя през 1 век, зет на император Вителий.

## Биография
Произлиза от фамилията Валерии. Син е на Децим Валерий Азиатик (суфектконсул 35 и консул 46 г.) и Лолия Сатурнина, по-малката сестра на Лолия Павлина, третата съпруга на Калигула за около шест месеца.
Жени се за Галерия Вителия, дъщерята на император Вителий. Той има син Марк Лолий Павлин Децим Валерий Азиатик Сатурнин (суфектконсул 94 г., консул 125 г.).
Той е легат в Белгия (Belgicae) през 69 г. и е номиниран за суфектконсул (69 г.), но умира преди да встъпи в длъжност.